# یلنا پوسفینا
یلنا پوسفینا (به انگلیسی: Yelena Posevina) ژیمناست زادهٔ ۱۳ فوریهٔ ۱۹۸۶ میلادی اهل کشور روسیه است.